# 석남어린이도서관
석남어린이도서관은 인천광역시 서구 석남동 소재의 어린이 도서관이다.

## 연혁
- 2008년 1월 30일 개관.

## 시설현황
- 4층: 옥상 쉼터
- 3층: 자유열람실, 다목적실, 휴게실
- 2층: 열림터, 사무실
- 1층: 꿈터/자람터, 정보검색실

## 이용 안내
이용 시간
- 꿈터/자람터: 화~금 09:00 ~ 20:00 / 토,일 09:00 ~ 18:00
- 열림터: 화~금 09:00 ~ 20:00 / 토,일 09:00 ~ 18:00
- 정보검색실: 수 09:00 ~ 20:00 / 화,목,금,토,일 09:00 ~ 18:00
- 자유열람실: 화~일 06:00 ~ 22:00

휴관일
- 매주 월요일
- 법정공휴일(일요일과 공휴일이 겹치는 경우 휴관)
- 특별한 사유로 구청장의 승인을 득한 경우(장서점검 및 시설유지 보수, 공단창립기념일 등)